# Echinothuriidae
Famille
Les Echinothuriidae sont une famille d'oursins (échinodermes) de l'ordre des Echinothurioida. Leur corps flexible leur vaut le surnom d'« oursins cuir ».

## Caractéristiques
Ce sont des oursins au corps discoïde et flexible, souvent de grande taille, dont la plupart vivent en eaux profondes.
- La carapace (« test ») est flexible, composée de plaques minces et peu calcifiées.
- Les piquants (« radioles ») sont disposés sur des mamelons perforés et non crénulés. Les radioles de la face orale se terminent par une excroissance cristalline en forme de goutte.
- La mâchoire (« Lanterne d'Aristote ») comporte cinq dents en gouttière (de type « aulodonte »)[2],[3].

Cette famille est apparue au Crétacé supérieur.

## Liste des genres
Selon World Register of Marine Species (29 octobre 2013) : 
- Sous-famille Echinothuriinae Thomson, 1872a
  - genre Araeosoma Mortensen, 1903b -- 19 espèces actuelles et 2 fossiles
  - genre Asthenosoma Grube, 1868 -- 6 espèces actuelles et 1 fossile
  - genre Calveriosoma Mortensen, 1934 -- 2 espèces
  - genre Hapalosoma Mortensen, 1903b -- 4 espèces
  - genre Echinothuria Woodward, 1863 †
- Sous-famille Hygrosomatinae Smith & Wright, 1990
  - genre Hygrosoma Mortensen, 1903b -- 3 espèces
- Sous-famille Sperosomatinae Smith & Wright, 1990
  - genre Sperosoma Koehler, 1897 -- 11 espèces
  - genre Tromikosoma Mortensen, 1903 -- 6 espèces
- genre Retzneiosoma Kroh, 2005 †

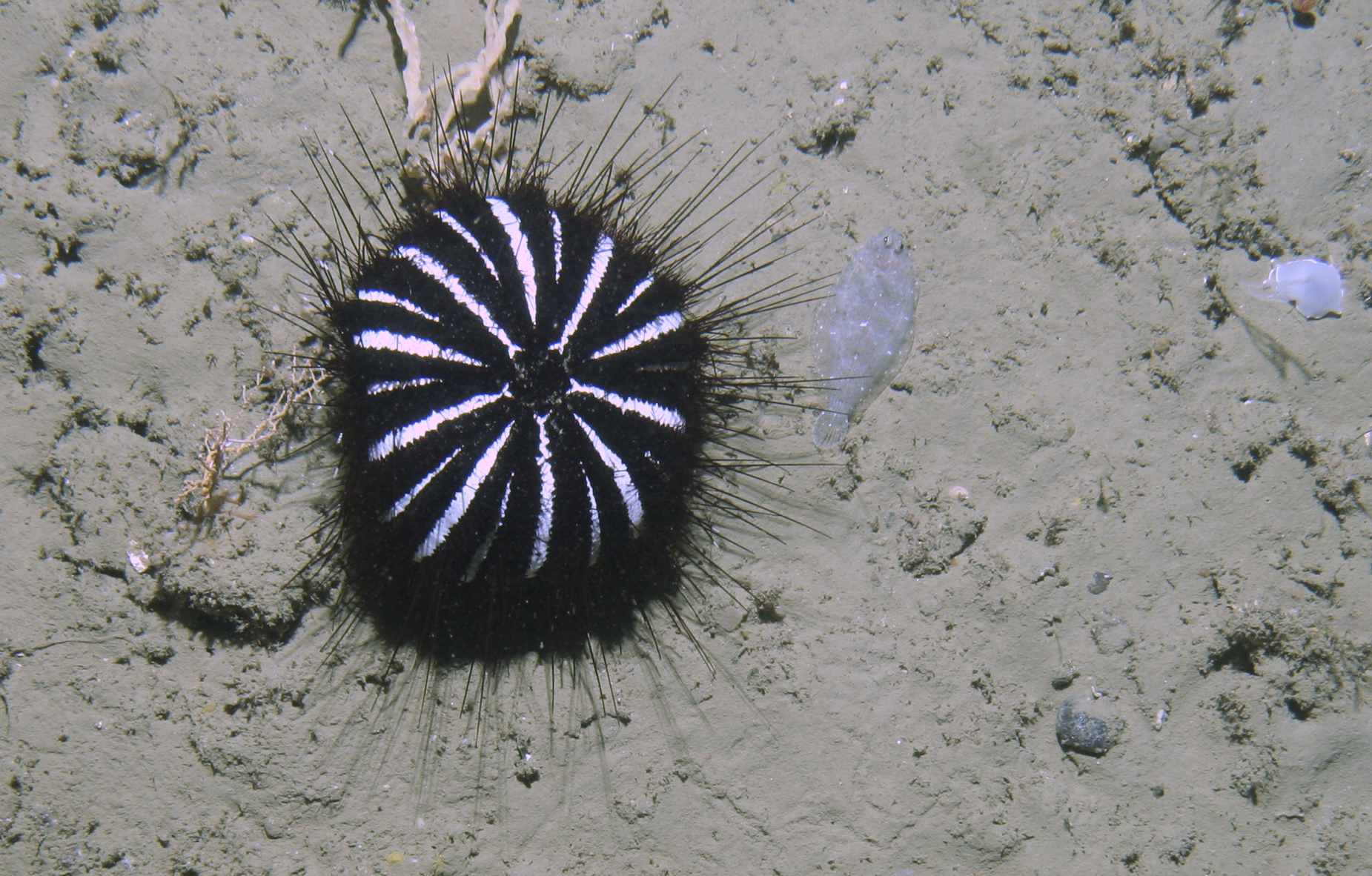
Araeosoma thetidis en Nouvelle-Zélande (188 m de profondeur).
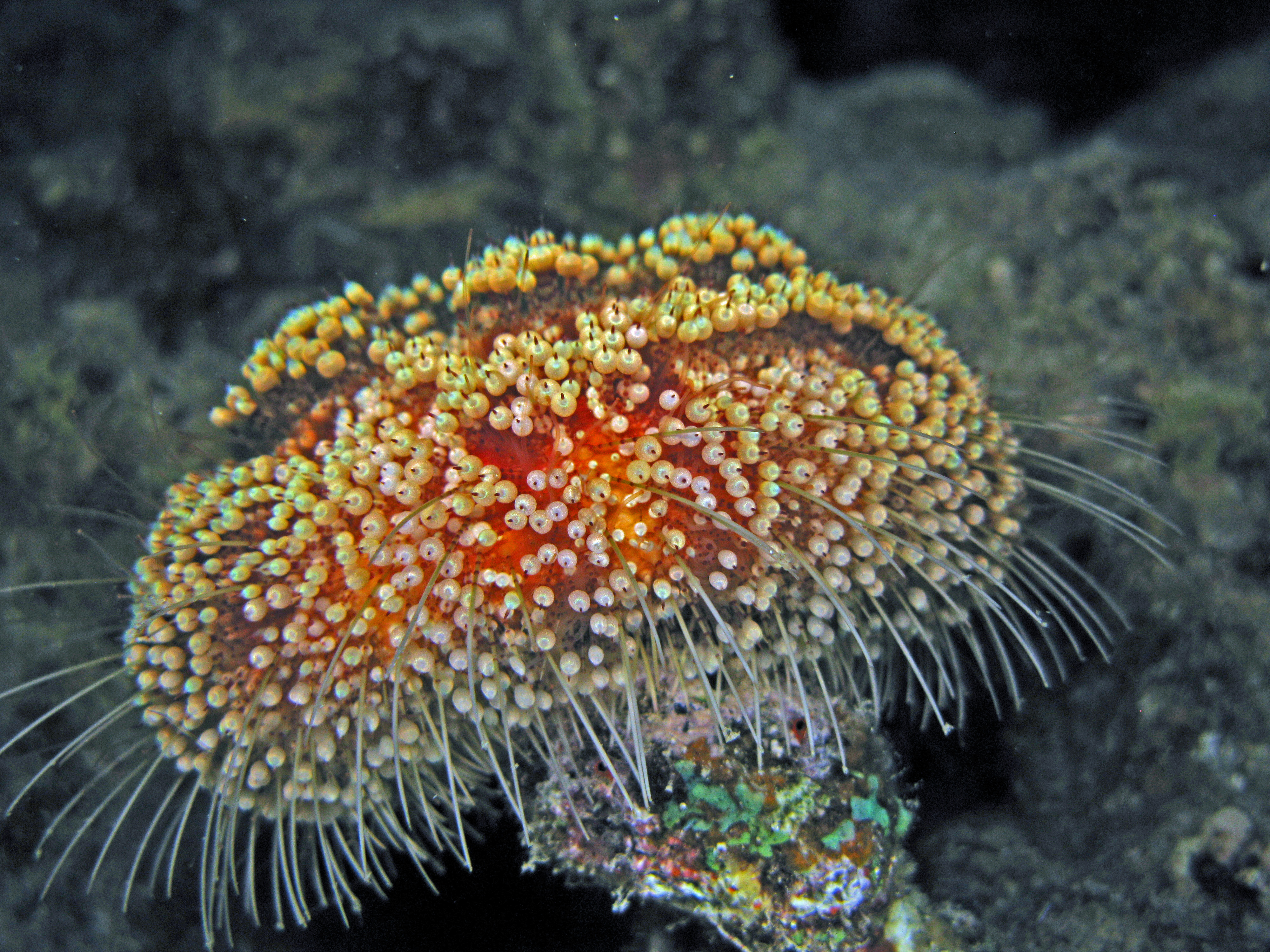
Asthenosoma marisrubri.
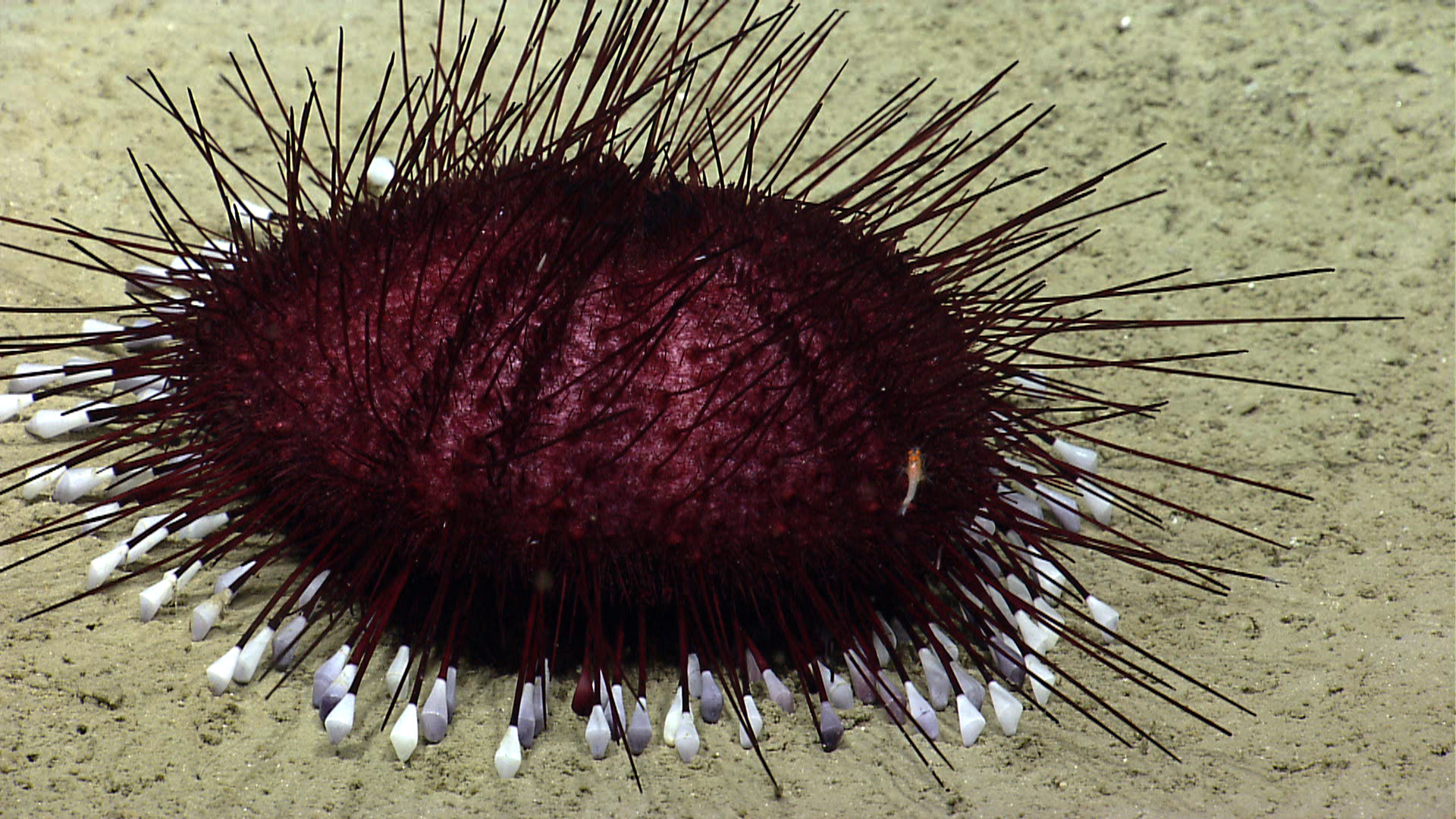
Hygrosoma sp. à plusieurs milliers de mètres de profondeur en Atlantique nord.
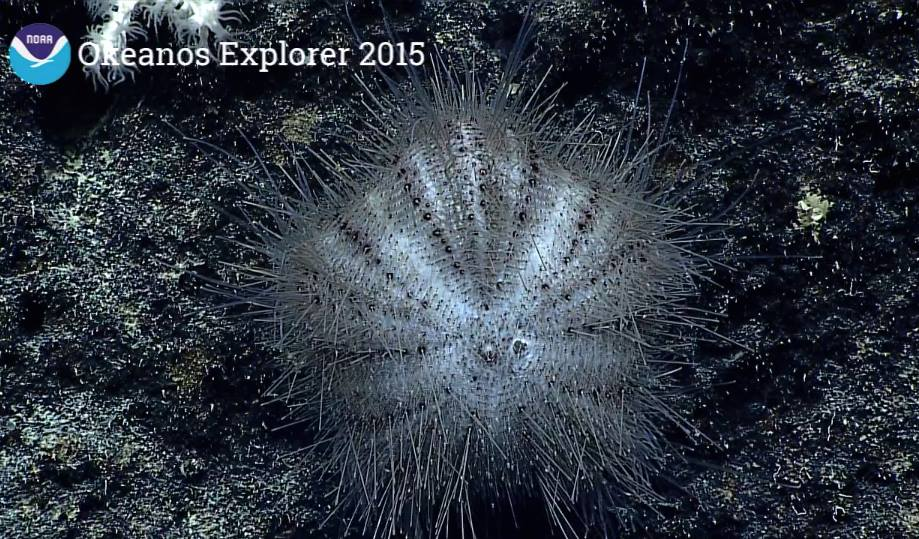
Sperosoma sp. à plusieurs milliers de mètres près de Hawaï.
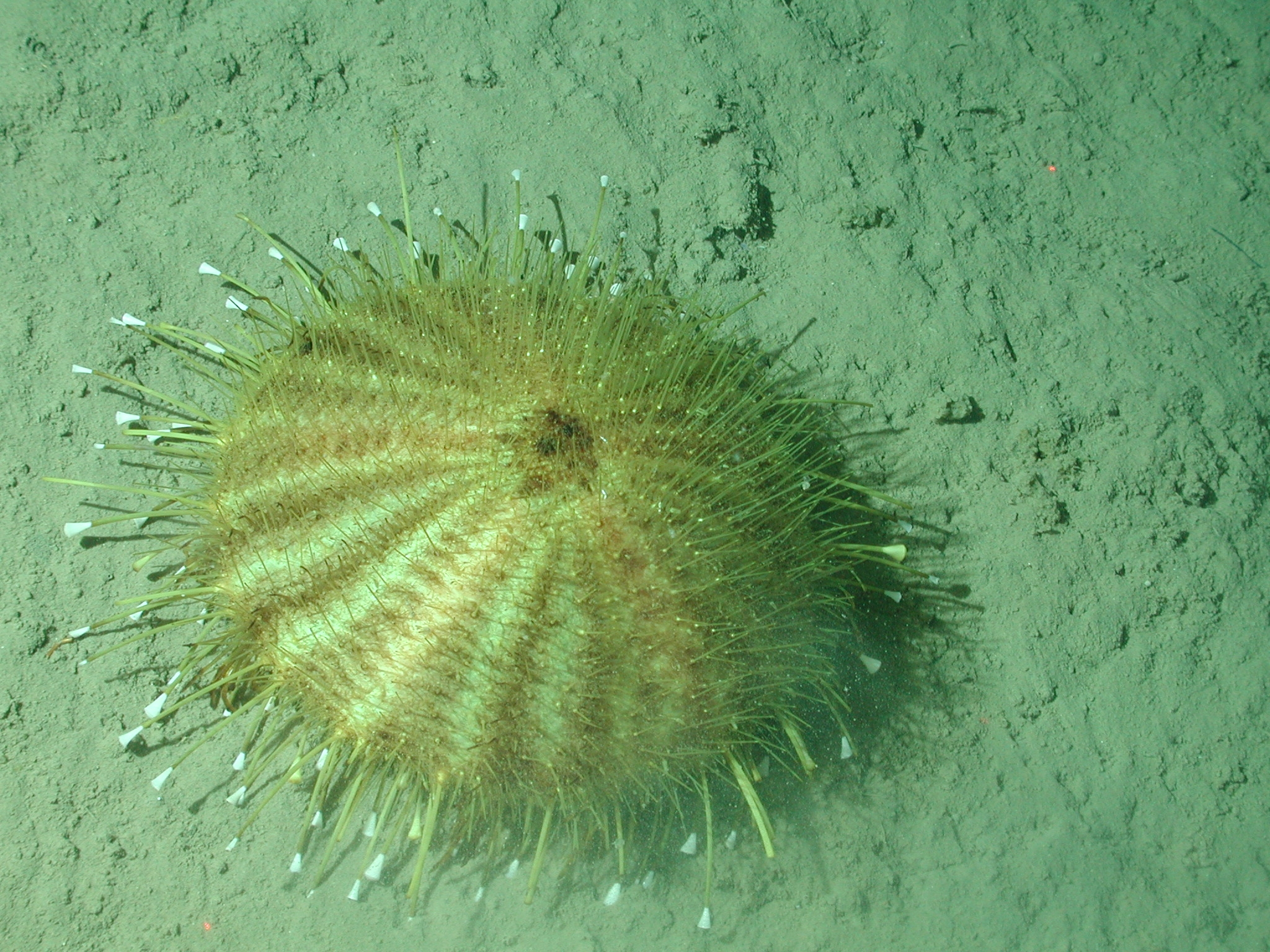
Oursin doré (Tromikosoma sp.), à 3 000 m de profondeur en Californie.